# Amblyonychus gracilis
Amblyonychus gracilis là một loài ruồi trong họ Asilidae. Amblyonychus gracilis được Macquart miêu tả năm 1838. Loài này phân bố ở vùng Tân nhiệt đới.